# Quifosso I
Quifosso I é uma vila e comuna rural da circunscrição de Iorosso, na região de Sicasso ao sul do Mali. Segundo censo de 1998, havia 15 502 residentes, enquanto segundo o de 2009, havia 19 545. A comuna inclui 10 vilas.